# Подгора при Ложу
Подгора при Ложу (словен. Podgora pri Ložu) је насељено место у општини Лошка Долина, Приморско-нотрањска регија, Словенија.

## Историја
До територијалне реорганизације у Словенији била је у саставу старе општине Церкница.

## Становништво
У попису становништва из 2011. године, Подгора при Ложу је имала 114 становника.
| Број становника према пописима | Број становника према пописима | Број становника према пописима |
| ------------------------------ | ------------------------------ | ------------------------------ |
| 1991                           | 2002                           | 2011                           |
| 108                            | 105                            | 114                            |

Напомена: До 1955. исказивано под именом Подгора.